# Typhoon (rapper)
Imro Glenn Lubertus Emile (Glenn) de Randamie ('t Harde, 6 augustus 1984), beter bekend onder zijn artiestennaam Typhoon, is een Nederlandse rapper en zanger van Surinaamse afkomst.

## Carrière
De Randamie groeide op in het Veluwse dorpje 't Harde en komt uit een muzikale familie. Zijn vader speelde gitaar en saxofoon, zijn moeder zong in een koor, zijn broers Kevin en Earlrandall rappen en zijn zus Sharon is r&b-zangeres.
De enigszins stotterende Typhoon begon op zijn 15e met zijn rapcarrière in de formatie Rudeteenz, samen met Phreako Rico van de Zwolse rapformatie Opgezwolle en zijn broer Kevin (Blaxtar). Drie jaar later verschenen zijn eerste eigen nummers op het verzamelalbum Vet verse flows, met de tracks Het doek valt en Alea Iacta est.
In 2001 maakte hij samen met Opgezwolle het nummer Als die mic aan staat voor het album van Opgezwolle Spuugdingen op de mic. Twee jaar later maakte hij het nummer Hook op voor het Opgezwolle-album Vloeistof.
Hij behaalde in 2004 zijn vwo-diploma aan het Carolus Clusius College te Zwolle en won in hetzelfde jaar de Grote Prijs van Nederland in de categorie R&B-HipHop. Hij was twee jaar werkzaam als verkoopmedewerker in een schoenenzaak. In 2005 tekende hij een contract bij het Nederlandse hiphoplabel Top Notch. Hij droeg ook bij aan het album Buitenwesten van Bart van der Werken (Kubus). Samen met Kubus, Opgezwolle, Raoul Geerman (Jawat!) en de rapformatie DuvelDuvel deed hij de succesvolle tournee Buitenwesten.
In 2005 maakte Typhoon samen met de producer Nav 10 thema-tracks voor de muziekzender The Box. De thema's betroffen onder meer de rolverdeling tussen man en vrouw, homoseksualiteit, geloof, geld, het asielbeleid in Nederland, topsport, beroemdheid, idealen en seks. Ook nam hij samen met Yes-R het nummer Bedankt op voor diens album Mijn pad. In 2006 begon hij kortstondig aan een studie religiewetenschappen aan de Universiteit van Amsterdam. Eind 2006 werd hij uitgeroepen tot 'Belofte voor 2007' tijdens de Awardshow van het Gouden Greep Gala van Radio 3.

### 2007: Debuut 'Tussen licht en lucht'

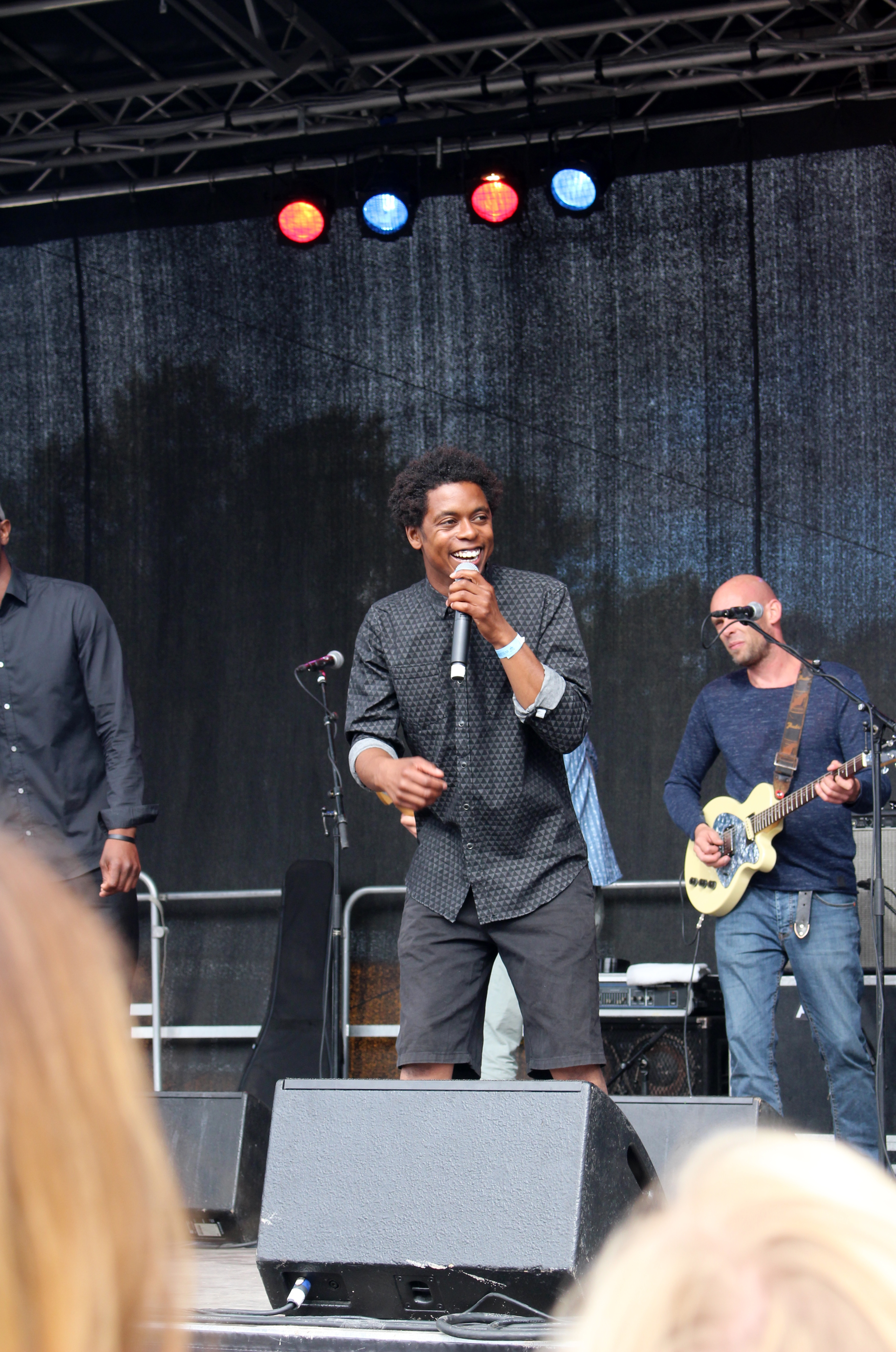
Typhoon op Noorderliefde (2014)

In 2007 bracht Typhoon zijn langverwachte eerste eigen album Tussen licht en lucht uit. Het is grotendeels geproduceerd door Dries Bijlsma, maar er staan ook producties op van Ali Reza Tahoeni (A.R.T.) en Peter Blom (Delic). De muziek op dit album is beïnvloed door hiphop en jazz en door oorspronkelijke Afrikaanse en Oosterse muziekstijlen. Het werk werd genomineerd in de categorie Beste album bij de Nederhop Awardshows en de Urban Awards en het werd ook voorgedragen voor een 3VOOR12 Award bij het Gouden Greep Gala. Hij ging op tournee met de muziek van dit album en hij maakte dat jaar daarnaast nog de nummers Utopia en Ga voor het album Fakkelteit van Junte Uiterwijk (Sticky Steez) en Delic. Hij ontving bovendien de Essent Award voor Talentvolle Nederlandse Artiest.

### 2008-10: Fakkelbrigade en New Cool Collective
In 2008 vormde hij samen met Sticky Steez, Phreako Rico, James J. Benjamins (James) en producer A.R.T. de rapformatie Fakkelbrigade. Met deze groep bracht Typhoon in 2009 het album Colucci era uit, dat zowel bij de State Awards als bij de 3VOOR12 Awards de nominatie ontving voor het beste album. Tussen 2008 en 2009 trad Typhoon ook meerdere malen op met de band New Cool Collective. Met dit collectief maakte hij de ep Chocolade (2009).
In 2009 kreeg Typhoon de Zilveren Harp toegekend en hij reisde dat jaar naar Kenia met de organisatie Edukans die ontwikkelingshulp geeft. Hier liep hij met een groep Nederlandse jongeren tien dagen rond in de grote sloppenwijk van Nairobi om een leerzame ervaring op te doen.
Samen met rapper Phreako Rico en de band Muppetstuff was hij in het seizoen 2009-2010 te zien in de theatertournee Wie heeft de bal.

### 2010-13: Overwerkt
Hoewel van Typhoon af en toe met een nummer verscheen op de verzamelmixtapes van de Fakkelteitgroep werd het relatief stil rondom de rapper. In een interview in 2014 gaf Typhoon aan dat hij in die tijd geblokkeerd raakte omdat hij overwerkt was door de vele optredens en omdat hij moeite had met zijn persoonlijke en muzikale identiteit. In die jaren deed Typhoon wel mee met het televisieprogramma Ali B Op Volle Toeren, waarin hij werd gekoppeld aan zanger en producer Peter Koelewijn.
In 2013 werd zijn oude nummer Bumaye wereldwijd bekend door een nieuwe remix. Ook leverde hij een bijdrage aan de single Visa paspor van de Vlaamse mc, zanger en troubadour Johannes Faes (Tourist). Daarnaast werkte hij samen met de groep Great Minds, Vincent Patty (Jiggy Dje), Sticky Steez, Winne, Akwasi en Freez. Typhoon mocht zelfs met het nummer Van de regen naar de zon optreden tijdens de officiële viering van '200 jaar Koninkrijk' (der Nederlanden).

### 2014-2020: Tweede plaatLobi da Basi
In 2014 verscheen na zeven jaar Lobi da Basi, het vervolg op zijn debuutalbum. De plaat werd niet alleen bij het hiphoppubliek gunstig ontvangen, maar ook bij een veel breder publiek van Nederlandse muziekliefhebbers. Zo stond hij onder andere op de popfestivals Lowlands en Into The Great Wide Open.
De tweede single Hemel valt werd populair in zowel Nederland als Suriname. Lobi da basi werd door het gezaghebbende Nederlandse muziektijdschrift OOR verkozen tot het op een na Beste Album van 2014. Niet eerder eindigde een Nederlandse plaat zo hoog in hun jaarlijst. Het album verscheen hetzelfde jaar in België en Typhoon won ook de Talent Overijsselse Cultuurprijs. In het televisieseizoen 2014-2015 vormde Typhoon ook de 'huisband' van het televisieprogramma De Wereld Draait Door, (die onder meer bestond uit Seven League Beats).
In hetzelfde jaar werd Typhoon voor de Radio 6 Soul & Jazz Awards met Hemel valt genomineerd in de categorie Beste single en als artiest in de categorie Beste live act, waarbij hij in de laatste categorie won. Aan het einde van het jaar won het album Lobi da basi ook de 3VOOR12 Award in de categorie 'Beste album van 2014'.
Daarnaast speelde Typhoon dat jaar ook in België en Suriname en was hij in 2015 de Nederlandse 'ambassadeur' van Record Store Day. Het succes van zijn album Lobi da basi in Nederland leverde hem uitverkochte clubshows op en bracht hem op tientallen festivals. Eind mei 2015 ontving hij er een Gouden Plaat voor, want het album is in minder dan één jaar tijd meer dan 20.000 keer verkocht. Opvallend was dat een groot deel hiervan fysieke cd's en vinylplaten waren en niet slechts downloads via internet. Hij eindigde zijn tour in december 2015 met twee uitverkochte optredens in de Heineken Music Hall.
Door 3FM werd hij gevraagd om het themalied voor Serious Request 2015 te maken. Op 7 december was bij de ochtendshow van Giel de officiële release van Niet weglopen. Een week later was Niet weglopen de 3FM Megahit.

### 2020-heden: Lichthuis
In 2019 gaf de rapper aan dat hij aan een nieuw album werkt. Zijn album Lichthuis verscheen in oktober 2020. Van het album verscheen in februari 2020 al de eerste single Ogen dicht. In april 2020 werd tweede de single Alles is gezegend uitgebracht, een autobiografisch nummer over zijn burn-out. De derde single Walnootboom verscheen in de zomer van 2020 en was een samenwerking met BLØF-zanger Paskal Jakobsen.
Op 19 juli 2020 was hij de eerste gast in het VPRO programma Zomergasten op NPO 2, waarin hij werd geïnterviewd door Janine Abbring. Hij sprak o.a. openhartig over racisme, de rol van zijn christelijk geloof en zijn tweede burn-out. Deze uitzending scoorde in het kijkcijferoverzicht de 18de plaats met 378.000 kijkers. In zijn zoektocht naar oplossingen schreef hij uit pure wanhoop "God S.O.S." op papier. In de EO-podcast "De Ongelooflijke podcast" vertelde hij openhartig over hoe God hem verbaasd heeft en hoeveel liefde hij ervaart.
In 2020 werd Typhoon benoemd tot lid van de Akademie van Kunsten.
Typhoon is sinds maart 2021 onderdeel van de gelegenheidsformatie The Streamers, die tijdens de coronapandemie gratis livestream-concerten gaven. Nadat de coronaregels in grote lijnen los waren gelaten, kondigde de formatie ook concerten met publiek aan. Met The Streamers-collega Diggy Dex maakte hij het nummer Dansen om het vuur, dat op Dex' album Tempo Giusto verscheen.

## Privé
Typhoon is getrouwd met Marie Broeckman. Typhoon en zijn vrouw willen God een belangrijke plaats geven in hun leven en zijn lid van een christelijke kerk.

## Prijzen en nominaties
| Jaar | Prijs                      | Categorie                           | Muziek                     |         |
| ---- | -------------------------- | ----------------------------------- | -------------------------- | ------- |
| 2004 | Grote Prijs van Nederland  | HipHop                              |                            | winnaar |
| 2007 | Gouden Greep               | Beste Live Act                      |                            | nom     |
| 2007 | Gouden Greep               | Beste Artiest Nationaal             |                            | winnaar |
| 2007 | Gouden Greep               | Beste Album                         | Tussen licht en lucht      | nom     |
| 2007 | Urban Awards               | Beste Album                         | Tussen licht en lucht      | nom     |
| 2007 | Urban Awards               | Beste Lyrics                        | Volle maan                 | winnaar |
| 2007 | 3VOOR12 Awards             | Beste Album                         | Tussen licht en lucht      | nom     |
| 2007 | Essent Awards              |                                     |                            | winnaar |
| 2008 | Zilveren Harp              |                                     |                            | winnaar |
| 2008 | State Awards 2008          | Beste Live Act                      |                            | nom     |
| 2008 | Kosmospolis Hero Awards    | Most Cutting-Edge Dutch Music Video | Sprokkeldagen              | nom     |
| 2009 | State Awards 2009          | Lijn5 Award                         | Binnenvetter remix         | nom     |
| 2010 | State Awards 2010          | Beste Live Act                      |                            | nom     |
| 2014 | Overijsselse Cultuurprijs  | Talent                              |                            | winnaar |
| 2014 | Radio 6 Soul & Jazz Awards | Beste Single                        | Hemel valt                 | nom     |
| 2014 | Radio 6 Soul & Jazz Awards | Beste Live Act                      |                            | winnaar |
| 2014 | 3VOOR12 Awards             | Beste Album                         | Lobi da Basi               | winnaar |
| 2015 | Edisons                    | Beste Album                         | Lobi da Basi               | winnaar |
| 2015 | Edisons                    | Beste Hiphop                        | Lobi da Basi               | winnaar |
| 2015 | FunX Awards                | Best MC                             |                            | nom     |
| 2015 | FunX Awards                | Beste Album                         | Lobi da Basi               | nom     |
| 2015 | 3FM Awards                 | Beste Album                         | Lobi da Basi               | nom     |
| 2015 | 3FM Awards                 | Beste Hiphop                        |                            | winnaar |
| 2015 | 3FM Awards                 | Beste Live Act                      |                            | nom     |
| 2016 | 3FM Awards                 | Beste Hiphop                        |                            | winnaar |
| 2017 | Edisons                    | Beste Videoclip                     | Wij Zijn Er                | winnaar |
| 2017 | Dr. J.P. van Praag-prijs   | Humanistisch Verbond                | Mag het Licht Aan Festival | winnaar |
| 2021 | Willem Wilminkprijs        |                                     | Stotteren                  | winnaar |

Album onderscheidingen
- 2015 - Lobi da Basi - Goud, 20.000 verkochte exemplaren[13]
- 2015 - Lobi da Basi - Gouden lp, hoogste en langst genoteerde lp in het eerste jaar van de Vinyl50[20]
- 2017 - Lobi da Basi - Platina, 40.000 verkochte exemplaren[21]

Single onderscheidingen
- 2017 - Zandloper (met Rico) - Goud, 20.000 verkochte exemplaren[21]
- 2017 - Surfen - Goud, 20.000 verkochte exemplaren[21]

Lijsten
- 2007 - Nieuwe Revu Top15 NL Hiphop albums (1992-2007): #14 Tussen licht en lucht

3voor12 Song van het Jaar 
- 2007 - #81 Sprokkeldagen (met Neske Beks)[22]
- 2010 - #72 Bumaye (met New Cool Collective)[23]
- 2014 - #15 Zandloper (met Rico)
- 2015 - #9 Liefste[24]
- 2016 - #43 Niet Weglopen[25]

Groepsverband

## Discografie

### Albums
Studioalbums
- Tussen licht en lucht (2007)
- Lobi da Basi (2014)
- Lichthuis (2020)

Ep's
- Chocolade (met New Cool Collective) (2009)

Groepsverband
- Colucci Era + Prelude van een Era (als Fakkelbrigade) (2009)

Hitnotering
| Jaar | Album                           | 100 | weken | 200 | weken |
| ---- | ------------------------------- | --- | ----- | --- | ----- |
| 2007 | Tussen licht en lucht           | 22  | 12    | -   | -     |
| 2009 | Colucci Era (met Fakkelbrigade) | 7   | 12    | -   | -     |
| 2014 | Lobi da Basi                    | 3   | 91    | 66  | 1     |
| 2020 | Lichthuis                       | 10  | 6     | -   | -     |

### Nummers
Losse nummers
- 2005 - Vluchtgedrag
- 2015 - Niet Weglopen

Hitnotering
| Jaar | Nummer                                                      | 40    | weken | 100 | weken | 50  | weken |
| ---- | ----------------------------------------------------------- | ----- | ----- | --- | ----- | --- | ----- |
| 2015 | Niet weglopen                                               | tip3  | -     | 93  | 2     | -   | -     |
| 2017 | Wereld van verschil                                         | tip26 | -     | -   | -     | -   | -     |
| 2020 | Alles is gezegend (met Tourist LeMC, Brihang & Freez)       | -     | -     | -   | -     | 23  | 12    |
| 2021 | Als ik je weer zie (met Maan, Thomas Acda & Paul de Munnik) | 6     | 16    | 5   | 32    | tip | -     |

### NPO Radio 2 Top 2000
| Nummers met noteringen in de NPO Radio 2 Top 2000           | '15  | '16 | '17 | '18  | '19  | '20  | '21  | '22  | '23  | '24  |
| ----------------------------------------------------------- | ---- | --- | --- | ---- | ---- | ---- | ---- | ---- | ---- | ---- |
| Als ik je weer zie (met Thomas Acda, Paul de Munnik & Maan) | ×    | ×   | ×   | ×    | ×    | ×    | -    | 763  | 649  | 1412 |
| Hemel valt                                                  | 1950 | 679 | 941 | 1192 | 1365 | 1170 | 1474 | 1741 | 1882 | 1576 |
| Zandloper                                                   | 514  | 458 | 662 | 889  | 932  | 789  | 722  | 735  | 846  | 928  |

1. ↑  Een '-' betekent dat het nummer niet was genoteerd, een '×' betekent dat het nummer nog niet was uitgebracht en een vetgedrukt getal geeft de hoogste notering van een nummer aan.
2. ↑  2015 was het eerste jaar met een notering voor Typhoon.